# Передмістя Дубецьке
Передмістя Дубецьке (пол. Przedmieście Dubieckie) — село на Закерзонні в Польщі, у гміні Дубецько Перемишльського повіту Підкарпатського воєводства.
Населення — 1208 осіб (2011).

## Географія
Село розташоване на відстані 2 кілометри на північний захід від центру гміни села Дубецько, 30 кілометрів на захід від центру повіту міста Перемишля і 33 кілометри на південний схід від центру воєводства — міста Ряшіва.

## Історія
В XI-XIII століттях на цих землях існувало Перемишльське руське князівство зі столицею в Перемишлі, яке ввійшло до складу Галицького князівства, а пізніше Галицько-Волинського князівства.
Після захоплення цих земель Польщею територія в 1340–1772 роках входила до складу Сяноцької землі Руського воєводства Королівства Польського, за податковим реєстром 1515 р. в селі було 9 ланів (коло 225 га) оброблюваної землі, а в 1589 р. село належало Стадницьким і було 2 лани (коло 50 га) оброблюваної землі та ще 1/4 лану в попа. Отже, тоді в селі була церква.
В 1772 році внаслідок першого поділу Польщі село відійшло до імперії Габсбургів і ввійшло до складу австрійської провінції Галіція.
Відповідно до «Географічного словника Королівства Польського» в 1888 р. село знаходилось у Бжозовському повіті Королівства Галичини та Володимирії Австро-Угорщини, гміна складалося з власне села, а також 4 будинків з 24 мешканцями на землях фільварку, загалом були 108 будинків і 688 мешканців, з них 528 римо-католиків, 131 греко-католик і 29 юдеїв. За шематизмом того року в селі було  268 греко-католиків, які належали до парафії Дубецько Бірчанського деканату Перемишльської єпархії. На той час унаслідок півтисячоліття латинізації та полонізації українці західного Надсяння опинилися в меншості.
Після розпаду Австро-Угорщини і утворення Другої Речі Посполитої це частково населене українцями село Надсяння окупувала Польща. Входило до  Перемишльського повіту Львівського воєводства, у 1934-1939 рр. — у складі ґміни Дубецько.
На 01.01.1939 в селі проживало 1310 мешканців, з них 170 українців, 1120 поляків і 20 євреїв. У 1939 р. налічувалось 272 греко-католики, які належали до парафії Дубецько Порохницького деканату Перемишльської єпархії.
Після Другої світової війни село опинилося по польському боці розмежування лінії Керзона, у так званому Закерзонні.
У 1975-1998 роках село належало до Перемишльського воєводства.

## Демографія
Демографічна структура станом на 31 березня 2011 року:
|          | Загалом | Допрацездатний вік | Працездатний вік | Постпрацездатний вік |
| -------- | ------- | ------------------ | ---------------- | -------------------- |
| Чоловіки | 613     | 173                | 376              | 64                   |
| Жінки    | 595     | 143                | 323              | 129                  |
| Разом    | 1208    | 316                | 699              | 193                  |